# Prasinocyma rugistrigula
Prasinocyma rugistrigula là một loài bướm đêm trong họ Geometridae.